# NGC 114
NGC 114 (również PGC 1660 lub UGC 259) – galaktyka soczewkowata (SB0), znajdująca się w gwiazdozbiorze Wieloryba. Odkrył ją Truman Safford 23 września 1867 roku. Niezależnie odkrył ją Wilhelm Tempel 27 września 1880 roku.